# Orlandina Basket 2016-2017
Questa voce raccoglie le informazioni riguardanti l'Orlandina Basket nelle competizioni ufficiali della stagione 2016-2017.

## Stagione
La stagione 2016-2017 dell'Orlandina Basket sponsorizzata Betaland, è la 6ª nel massimo campionato italiano di pallacanestro, la Serie A.
Per la composizione del roster si decise di confermare la scelta della formula con 7 giocatori stranieri di cui massimo 3 non appartenenti a Paesi appartenenti alla FIBA Europe o alla convenzione di Cotonou.

## Organigramma societario
Aggiornato al 30 novembre 2016.
- Presidente: Roberto Enzo Sindoni
- Vice presidente: Carmelo Perrone
- Direttore sportivo: Giuseppe Sindoni
- Direttore generale: Francesco Venza
- Team manager: Mauro Saja

- Allenatore: Gennaro Di Carlo
- Assistente: Flavio Fioretti, David Sussi, Jorge Silva Suarez
- Addetto statistiche: Federico Rinoldo
- Preparatore atletico: Salvatore Poma
- Medico sociale: Sabatino Carianni
- Fisioterapisti: Biagio Di Giorgio, Abele Ferrarini
- Scout: Antonio Sapone

## Roster
Aggiornato al 24 aprile 2017.
| Betaland Capo d'Orlando 2016-17 | Betaland Capo d'Orlando 2016-17 |
| Giocatori                       | Staff tecnico                   |
| ------------------------------- | ------------------------------- |

| N. | Naz.                                   | Ruolo | Nome                   | Anno | Alt.   | Peso   |  |
| -- | -------------------------------------- | ----- | ---------------------- | ---- | ------ | ------ |  |
| 0  | Italia (bandiera)                      | P     | Giorgio Galipò         | 1999 | 175 cm | 70 kg  |  |
| 3  | Slovacchia (bandiera)                  | P     | Mário Ihring           | 1998 | 192 cm | 80 kg  |  |
| 4  | Serbia (bandiera)                      | AP    | Milenko Tepić          | 1987 | 202 cm | 98 kg  |  |
| 6  | Uruguay (bandiera) · Italia (bandiera) | P     | Bruno Fitipaldo        | 1991 | 184 cm | 82 kg  |  |
| 7  | Italia (bandiera)                      | C     | Antonio Iannuzzi       | 1991 | 208 cm | 103 kg |  |
| 8  | Italia (bandiera)                      | P     | Tommaso Laquintana     | 1995 | 188 cm | 80 kg  |  |
| 9  | Ungheria (bandiera)                    | G     | Zoltán Perl            | 1995 | 195 cm | 85 kg  |  |
| 10 | Croazia (bandiera) · Italia (bandiera) | C     | Sandro Nicević (C)     | 1976 | 210 cm | 107 kg |  |
| 11 | Polonia (bandiera)                     | GA    | Paweł Kikowski         | 1986 | 193 cm | 90 kg  |  |
| 13 | Croazia (bandiera)                     | C     | Mario Delaš            | 1990 | 207 cm | 103 kg |  |
| 16 | Stati Uniti (bandiera)                 | G     | Drake Diener           | 1981 | 196 cm | 88 kg  |  |
| 20 | Montenegro (bandiera)                  | PG    | Nikola Ivanović        | 1994 | 190 cm | 85 kg  |  |
| 21 | Stati Uniti (bandiera)                 | AP    | Dominique Archie       | 1987 | 201 cm | 93 kg  |  |
| 23 | Serbia (bandiera)                      | AP    | Vojislav Stojanović    | 1997 | 199 cm | 98 kg  |  |
| 45 | Lettonia (bandiera)                    | AP    | Jānis Bērziņš          | 1993 | 203 cm | 96 kg  |  |
| -  | Etiopia (bandiera) · Italia (bandiera) | G     | Samson Carianni        | 2000 | 180 cm | 80 kg  |  |
| -  | Italia (bandiera)                      | C     | Andrea Donda           | 1999 | 210 cm | 90 kg  |  |
| -  | Italia (bandiera)                      | A     | Christopher Egwoh      | 2000 | 193 cm | 98 kg  |  |
| -  | Italia (bandiera)                      | G     | Simone Fallo           | 1999 | 185 cm | 78 kg  |  |
| -  | Italia (bandiera)                      | G     | Davide Giglia          | 1999 | 185 cm | 80 kg  |  |
| -  | Italia (bandiera)                      | G     | Antonio Munafò         | 1999 | 178 cm | 70 kg  |  |
| -  | Serbia (bandiera)                      | AG    | Filip Pavicevic        | 1999 | 205 cm | 95 kg  |  |
| -  | Italia (bandiera)                      | G     | Francesco Carlo Stella | 1999 | 180 cm | 70 kg  |  |
| -  | Italia (bandiera)                      | P     | Antonio Zanatta        | 2000 | 192 cm | 80 kg  |  |

| Allenatore |
| - Gennaro Di Carlo                                                                                               |
| Assistente/i |
| - Flavio Fioretti - David Sussi - Jorge Silva Suarez Legenda - (C) Capitano - (IN) Inattivo - Infortunato Roster |

## Mercato

### Sessione estiva
| Acquisti | Acquisti         | Acquisti         | Acquisti      | Acquisti |
| R.       | Nome             | da               | Modalità      |          |
| -------- | ---------------- | ---------------- | ------------- | -------- |
| C        | Antonio Iannuzzi | Fulgor Omegna    | definitivo    |          |
| AP       | Dominique Archie | Ostenda          | definitivo    |          |
| C        | Mario Delaš      | Kalev/Cramo      | definitivo    |          |
| G        | Drake Diener     | Free agent       | definitivo    |          |
| AP       | Jānis Bērziņš    | VEF Rīga         | definitivo    |          |
| P        | Bruno Fitipaldo  | Obras Sanitarias | definitivo    |          |
| AG       | Corrado Bianconi | Barcellona       | fine prestito |          |

| Cessioni | Cessioni         | Cessioni           | Cessioni       | Cessioni |
| R.       | Nome             | a                  | Modalità       |          |
| -------- | ---------------- | ------------------ | -------------- | -------- |
| P        | Vlado Ilievski   | Rabotnički Skopje  | fine contratto |          |
| C        | Alex Oriakhi     | Buc. de La Guaira  | fine contratto |          |
| PG       | Ryan Boatright   | Guangzhou L. Lions | fine contratto |          |
| G        | Gianluca Basile  |                    | ritirato       |          |
| AG       | Laurence Bowers  | Kleb Ferrara       | fine contratto |          |
| AP       | Simas Jasaitis   | V.L. Pesaro        | fine contratto |          |
| AC       | Keaton Nankivil  | Free agent         | fine contratto |          |
| G        | Luca Munastra    |                    | fine contratto |          |
| AG       | Corrado Bianconi | Domodossola        | prestito       |          |
| P        | Mário Ihring     | Prievidza          | prestito       |          |

### Dopo l'inizio della stagione
| Acquisti | Acquisti        | Acquisti      | Acquisti      | Acquisti |
| R.       | Nome            | da            | Modalità      |          |
| -------- | --------------- | ------------- | ------------- | -------- |
| AP       | Milenko Tepić   | Free agent    | definitivo    |          |
| P        | Nikola Ivanović | AEK Atene     | prestito      |          |
| GA       | Paweł Kikowski  | W.M. Szczecin | definitivo    |          |
| P        | Mário Ihring    | Prievidza     | fine prestito |          |

| Cessioni | Cessioni        | Cessioni         | Cessioni               | Cessioni |
| R.       | Nome            | a                | Modalità               |          |
| -------- | --------------- | ---------------- | ---------------------- | -------- |
| P        | Bruno Fitipaldo | Galatasaray      | definitivo (150.000 $) |          |
| G        | Zoltán Perl     | Universo Treviso | rescissione            |          |

## Risultati

### Serie A

#### Regular season

##### Girone di andata
| Arbitri: | Weidmann (Roma) Vicino (Bologna) Quarta (Torino) |

|                                                    |            |                                            |
| Stojanović 18 Archie 16 Delaš, Diener, Iannuzzi 14 | Punti      | 18 Darden 8 Acker, Waters 5 Lawal, Pilepić |
| Fitipaldo 14                                       | Assist     | 4 Waters                                   |
| Delaš, Iannuzzi, Stojanović 7                      | Rimbalzi   | 6 Darden                                   |
| Gennaro Di Carlo                                   | Allenatori | Rimas Kurtinaitis                          |

##### Girone di ritorno
| Desio 26 febbraio 2017, ore 18:15 5ª giornata | Pall. Cantù | – | Orlandina | PalaDesio |

## Statistiche

### Statistiche di squadra
Aggiornate al 4 gennaio 2017.
| Competizione | Punti | In casa | In casa | In casa | In casa | In casa | In trasferta | In trasferta | In trasferta | In trasferta | In trasferta | Totale | Totale | Totale | Totale | Totale | Totale |
| Competizione | Punti | G       | V       | P       | Ptf     | Pts     | G            | V            | P            | Ptf          | Pts          | G      | V      | P      | Ptf    | Pts    | Diff.  |
| ------------ | ----- | ------- | ------- | ------- | ------- | ------- | ------------ | ------------ | ------------ | ------------ | ------------ | ------ | ------ | ------ | ------ | ------ | ------ |
| Serie A      | 16    | 8       | 7       | 1       | 643     | 559     | 6            | 1            | 5            | 456          | 523          | 14     | 8      | 6      | 1.099  | 1.082  | +17    |
| Totale       | 16    | 8       | 7       | 1       | 643     | 559     | 6            | 1            | 5            | 456          | 523          | 14     | 8      | 6      | 1.099  | 1.082  | +17    |

### Statistiche dei giocatori

#### In campionato
Aggiornate al 4 gennaio 2017.
| Nome               | G | Pun | Min | Falli | Falli | Tiri da 2 | Tiri da 2 | Tiri da 2 | Tiri da 3 | Tiri da 3 | Tiri da 3 | Tiri Liberi | Tiri Liberi | Tiri Liberi | Rimbalzi | Rimbalzi | Rimbalzi | Stop | Stop | Palle | Palle | Ass | Val | OER   | +/- |
| Nome               | G | Pun | Min | C     | S     | R         | T         | %         | R         | T         | %         | R           | T           | %           | O        | D        | T        | D    | S    | P     | R     | Ass | Val | OER   | +/- |
| ------------------ | - | --- | --- | ----- | ----- | --------- | --------- | --------- | --------- | --------- | --------- | ----------- | ----------- | ----------- | -------- | -------- | -------- | ---- | ---- | ----- | ----- | --- | --- | ----- | --- |
| Dominique Archie   | 0 | 0   | 0   | 0     | 0     | 0         | 0         | 0.0       | 0         | 0         | 0.0       | 0           | 0           | 0.0         | 0        | 0        | 0        | 0    | 0    | 0     | 0     | 0   | 0   | 0.000 | 0   |
| Tommaso Laquintana | 0 | 0   | 0   | 0     | 0     | 0         | 0         | 0.0       | 0         | 0         | 0.0       | 0           | 0           | 0.0         | 0        | 0        | 0        | 0    | 0    | 0     | 0     | 0   | 0   | 0.000 | 0   |
| Antonio Iannuzzi   | 0 | 0   | 0   | 0     | 0     | 0         | 0         | 0.0       | 0         | 0         | 0.0       | 0           | 0           | 0.0         | 0        | 0        | 0        | 0    | 0    | 0     | 0     | 0   | 0   | 0.000 | 0   |